# بیلی نیپر
بیلی نیپر (به انگلیسی: Billie Nipper) (۲۲ نوامبر ۱۹۲۹ – ۲۴ فوریه ۲۰۱۶) یک هنرمند آمریکایی بود که در نقاشی پرتره اسب‌ها تخصص داشت. او علاوه بر اسب‌ها همچنین مناظر را نقاشی کرده‌است. نیپر همچنین اسب پرورش می‌داد و همسر و پسرش مربی اسب بودند.
نقاشی‌های او در پارک اسب کنتاکی در لکسینگتون، کنتاکی و تالار مشاهیر اسبق محله آمریکایی در آماریلو، تگزاس قرار دارد. او در فوریه ۲۰۱۶ درگذشت.